# ガリシア・ポルトガル語
ガリシア・ポルトガル語（ガリシア・ポルトガルご、ポルトガル語でgalego-portuguêsまたはgalaico-português、ガリシア語でgalego-portuguésまたはgalaico-portuguésとしても知られている）または古ポルトガル語、中世ガリシア語（galego medieval）は、イベリア半島北西部で中世に話されていた言語で、現代のポルトガル語やガリシア語の母体となった言語である。ローマの属州ガラエキアに、植民者によってもたらされ、その地で話されていた俗ラテン語に由来する言語で、ロマンス語の一つである。もとはドウロ川以北の大西洋側（現在のスペインのガリシア州と、アストゥリアス州やレオン県、サモーラ県などのガリシア州隣接地域、およびポルトガルのノルテ地方に相当の地域）で話されていた言語の総称で、後にレコンキスタでドウロ川の南に拡大した。現代のガリシア語やポルトガル語、エオナビア語（アストゥリアス・ガリシア語）、Fala de Estremadura、消滅したユダヤ・ポルトガル語の共通の祖先である。また、主に言語学の分野で現代のガリシア語、ポルトガル語の両語を指して、ロマンス諸語の下位言語グループのひとつとして「ガリシア・ポルトガル語」と呼ぶことも多いので注意が必要である。

## 言語

### 起源と歴史

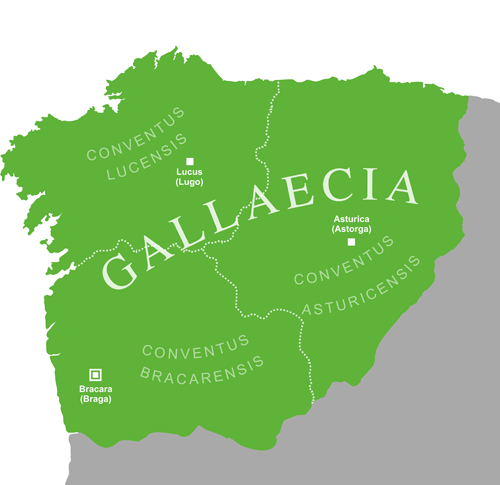
ガラエキア

1000年から2000年にかけて近隣の言語との関係においてガリシア語（ガリシア/ポルトガル語）の後退と拡張を示す地図

ガリシア・ポルトガル語は古代ローマの属州ガラエキアに兵士や入植者、中央から派遣された行政官がこの地にもたらした俗ラテン語から発展した。その過程は他の地域よりゆっくりしたものだったが、二か国語併用の時代を過ぎた俗ラテン語と接した時代は、若干のガラエキアの特徴を残した様々な新しいラテン語の発展を導く先住民の言語を完全に消滅させた。従ってケルト語派とルシタニア語の発展は、俗ラテン語に同化し、このことはケルト語派やイベリア起源の地名同様にガリシア・ポルトガル語の単語の幾つかに見出せる（例：ボルソ）。一般に教育を受けたヒスパノ・ローマ人エリートによるローマ系ヒスパニアで話された更に多くの教養ある様々なラテン語は、既にHispano oreやagrestius pronuntiansに関連してその地方特有のアクセントを持っていたようである。更に多くの教養ある様々なラテン語は、民衆の多様性と共存した。それぞれが異なるローマヒスパニア地域で用いられた先住民により話された前ローマ諸語が、俗ラテン語のいくつかの方言の発展に寄与し、こうしたことがイベリア半島の初期のロマンス諸語に結局発展する時間を超えてますます広がったと推測される。600年までに俗ラテン語はもはやイベリア半島では話されなくなったと考えられている。ガリシア・ポルトガル語の初期の形が、既にスエビ王国で話されていて、800年までにガリシア・ポルトガル語は既にイベリア半島北西部の日常語になっていた。俗ラテン語におけるガリシア・ポルトガル語への発展を始めた音声学的変更として知られる最初のものは、ゲルマンによる支配の時代に（スエビ族（411年-585年）と西ゴート族（585年-711年））起きた。そしてガリシア・ポルトガル語の鼻母音は、地元のケルト語が興隆する中で発展したのかも知れない（古フランス語のように）。従ってこうしたものはローマ系ガラエキアで話された俗ラテン語の音韻論的特質であるが、6世紀から7世紀以降に書かれたものによる証明にすぎない。
ガリシア・ポルトガル語を含むポルトガル北部で発見された文書として知られる最古の古文書は、Doação à Igreja de Sozelloと呼ばれ、870年に遡るが、その他の点で後期ラテン語に組み込まれている。ガリシア・ポルトガル語も含む882年の別の文書は、Carta de dotação e fundação da Igreja de S. Miguel de Lardosaである。事実ポルトガル語領域で書かれたラテン語の多くの文書は、ロマンス語の形式を含んでいる。1175年に書かれたNotícia de fiadoresは、ガリシア・ポルトガル語で書かれた文書として知られる最古の文書と考える人がいる。最近発見された（1173年以前に遡る可能性がある）Pacto dos irmãos Paisは、更に古いとさえ言われている。しかし熱中する学者がいるにもかかわらず、こうした文書は本当はガリシア・ポルトガル語で書かれていない事実が、後期ラテン語とガリシア・ポルトガル語の音韻論や形態論、統語論の混合であることを示している。具体的な日付が不明なNotícia de Torto（1214年？）やTestamento de D. Afonso II（1214年6月27日）は、間違いなくガリシア・ポルトガル語である。最初期の詩は（発見された古写本ではないが）、1195年から1225年に遡る。従って12世紀末から13世紀初頭までに地元のロマンス語で書かれた散文や韻文の文書がある。

### 文学
ガリシア・ポルトガル語には同時代のフランスやイタリアのオック語の文学に匹敵する中世イベリア半島のキリスト教王国の文学における特別な役割があった。ガリシア・ポルトガル語の抒情詩の、現存する主な文献は以下の通りである。
- カンティーガス・デ・サンタ・マリーア（英語）の現存する4冊の原稿
- カンショネイロ・ダ・アジューダ（英語）
- カンショネイロ・ダ・バティカーナ（英語）
- カンショネイロ・ダ・ビブリオテーカ・ナショナル（英語）（Cancioneiro da Biblioteca Nacionalとしても知られる）（リスボン）

この言語は12世紀末から概ね14世紀中葉まで現在のスペインとポルトガルで文芸のために用いられ、ほぼ例外なく抒情詩を構成するために用いられた唯一の言語であった。160を超える詩が記録され、その中で特に数名を例示すると、Bernal de Bonaval、Pero da Ponte、Johan Garcia de Guilhade、Johan Airas de Santiago、Pedr' Amigo de Sevilhaがいる。主な世俗主義的な詩の分野は、cantigas d'amor（男声の恋の抒情詩）や男友達の歌（女声の恋の抒情詩）、（個人的な毒舌から社会風刺やパロディー、文芸論争まで幅広い分野を含む）cantigas d'escarnho e de mal dizerであった。全体で1700近い詩がこの3つの分野で残っている。400を超えるcantigas de Santa Maria（聖なる処女を記念した奇跡や賛美歌に関する物語詩）がある。カスティーリャの王アルフォンソ10世は散文のためにカスティーリャ語を用いる一方でガリシア・ポルトガル語でcantigas de Santa Mariaとcantigas de escárnio e maldizerを作曲した。
ディニス1世王は世俗の詩の分野でも（他のどの作家より多い137本が現存する）著作をしていて、1290年にポルトガルでこの言語を公用語にした。その時までラテン語は王室の文書に用いられる公式の（書き）言葉であり、ディニス王の時代に「ポルトガル語」と名付けられるまでlingua vulgar（俗語）として単に知られている話し言葉は名前がなかった。「ガリシア・ポルトガル語」やportuguês arcaico（「古ポルトガル語」）は、現代のポルトガル語とガリシア語の共通の祖先を示す現代の用語である。古代ギリシア語の方言における違いと比べて13世紀のポルトガル語とガリシア語の違いといわれるものは、些細なものである。

### 分岐
ポルトゥカーレ伯領が独立し、ポルトガル王国建国へと至り、レオン王国に従属していたガリシア王国と政治的に分断されるとガリシア・ポルトガル語はその統一性を徐々に失っていき、ガリシア語とポルトガル語はそれぞれ独立・独自の進化を続けていった。
ポルトガル領がレコンキスタで南に拡大すると、独自の道を歩むポルトガル語は、ムーア時代にこの占領された地域で話されていた初期アラビア語や別のロマンス・ラテン語に取って代わりながらこの地域の人々に用いられるようになった。ポルトガル語時代は南のこの新しい領域で取って代わった言語からの影響に同化したために、姉妹語のガリシア語とは特色ある言語にさえなった。一方ガリシア語は近隣のレオン語の（特にレオン王国とレオン・カスティーリャ王国時代に）影響を受け、19世紀と20世紀にカスティーリャ語の影響を受けている。分裂時代の二つの都市（ブラガとポルト）は、ポルトゥカーレ伯領であり、今日ポルトガル領に残っている。更に北にはルーゴ市とア・コルーニャ市、中世の一大中心都市サンティアゴ・デ・コンポステーラが、ガリシアに残っている。
カスティーリャ語が都市部の二か国語の教育を受けたエリートに「正しい」言語として教育された一方で、ガリシア語は話者の大半が村や町に住む田舎者や「教育を受けていない」人々に用いられたために現代になってガリシアで保護された。比較的最近まで、ほとんどのガリシア人が遠隔地と山がちの土地の多くの小村落に暮らしていたために、言語は非常にゆっくりと変化し、外部からの影響は、ほんのわずかしか受けなかった。この状況のためにガリシア語には19世紀後半から20世紀前半に至るまでガリシア独特の言葉があり、今も広く話されていて、ほとんどのガリシア人は今日二つの言語を使い分けている。現代ガリシア語はガリシアのカスティーリャ語とともに公用語として1930年代にスペイン第二共和国から公式に認められたにすぎない。この認可はフランシスコ・フランコ政権から取り消されたが、この政権が終わると復活した。
ガリシア語とポルトガル語をどの言語群に分類するか今も議論されている。この二つが別々の言語というよりは共通の言語の方言であると主張するポルトガル人とガリシア人の文献学者同様に両者の統一を模索するガリシア民族主義団体の少数派に見られる考え方があるが、このような見方は、広く折衷主義とみられている。（詳しくはレインテグラリスモを参照のこと。）
エストレマドゥーラ州のスペイン人自治区の一部で話されるファラ語は、ガリシア語と同様の発展を遂げた。
ガリシア語はガリシア州の言語であり（スペイン語とともに公用語になっている）、ポルトガル語が使用されて成長を続ける一方でガリシア語は人口の大半に用いられ、今日では話者数で世界第5位となっている。

### 音韻体系
|          | 両唇音 | 両唇音 | 唇歯音 | 唇歯音 | 歯音/ 歯茎音 | 歯音/ 歯茎音 | 後部歯茎音 | 後部歯茎音 | 硬口蓋音 | 硬口蓋音 | 軟口蓋音 | 軟口蓋音 |
| -------- | ------ | ------ | ------ | ------ | ------------ | ------------ | ---------- | ---------- | -------- | -------- | -------- | -------- |
| 鼻音     | [m]    | [m]    |        |        | [n]          | [n]          |            |            | [ɲ]      | [ɲ]      |          |          |
| 破裂音   | [p]    | [b]    |        |        | [t]          | [d]          |            |            |          |          | [k]      | [ɡ]      |
| 摩擦音   | [β]1   | [β]1   | [f]    | [f]    | [s]          | [z]          | [ʃ]        | [ʒ]2       |          |          |          |          |
| 破擦音   |        |        |        |        | [ts]         | [dz]         | [tʃ]       | [dʒ]2      |          |          |          |          |
| 側面音   |        |        |        |        | [l]          | [l]          |            |            | [ʎ]      | [ʎ]      |          |          |
| ふるえ音 |        |        |        |        | [r]          | [r]          |            |            |          |          |          |          |
| はじき音 |        |        |        |        | [ɾ]          | [ɾ]          |            |            |          |          |          |          |

1 ポルトガル中部と南部では最終的に/v/に変化し、ポルトガル北部とガリシアでは/b/に合流した。
2 [ʒ]と[dʒ]は、恐らく相補分布で存在した。

### ガリシア・ポルトガル語叙事詩の歌章
| Proençaes soen mui ben trobar e dizen eles que é con amor, mays os que troban no tempo da frol e non en outro, sei eu ben que non an tan gran coita no seu coraçon qual m' eu por mha senhor vejo levar |  | プロヴァンスの詩人たちは非常に良い歌を作る そして愛から来たものだという しかし花が咲く時しか歌を作らない人々だ わが女性のために伝えなければならないものとして 非常に大きな思慕の念が心にないことを よく知っている |

ディニス1世（1271年–1325年）

## 口伝
ガリシア・ポルトガル語地区には有史以前に遡る共通の民間伝承がある。ガリシア・ポルトガル語がレコンキスタで南に拡大したことで、この古代の共通民間伝承は、強まった。2005年、ポルトガル政府とスペイン政府は、共同でガリシア・ポルトガルの口伝が人類の無形文化財登録に登録されるよう申し入れた。共通の文化を記録し後世に伝える作業が、数大学などの機関により行われている。
ガリシア・ポルトガルの民間伝承は、口伝が豊富である。ここにはcantigas ao desafioやregueifas、即興曲の掛け合い、多くの伝説、物語、詩、英雄譚、民謡、諺やなぞなぞ、今も辞書や音声上、形態論的、統語論的な同一性がある話し方がある。
共通の口伝遺産に含まれるものは、古代の舞踊や伝承とともにマゴストやエントロイド）、聖体の祝日のような宗教上の祝典である守護聖人や行進の市場やお祭りでもあり（ドラゴンの姿をしたクコがゲオルギオスと戦う場所のように）、伝統的な衣服や装飾品、技能、工具、野菜を象った提灯、迷信、動植物に関する伝統的な知識もある。こうしたものは全て伝統的な生活様式が現代の生活に取って代わることで消滅の危機に瀕しているとみなされる共通の文化遺産であり、漁師の隠語、伝統的な技能における工具の名前、祝賀の形式がゆっくりと忘れ去られる口伝である。
ガリシア・ポルトガル語の「baixo -limiao」は、数個の村で話されている。ガリシアではエントリーモとロビオスで話され、ポルトガル北部ではテラス・デ・ボウロ（ブリの土地）やカストロ・ラボレイロで話されている。

### ガリシア・ポルトガル語関係
- カンティーガ・デ・アミーゴ（英語）
- エオナビア語（英語）
- ファラ語（英語）
- ガリシア語
- ポルトガル語の歴史（英語）
- ポルトガル語
- レインテグラリスモ（英語）

### ガリシア・ポルトガル文化関係
- ポルトガルの文化